# 291P/NEAT
291P/NEAT è una cometa periodica appartenente alla famiglia delle comete gioviane.
La cometa è stata scoperta il 23 settembre 2003 ma già all'annuncio della scoperta erano state trovate immagini di prescoperta risalenti al 4 settembre 2003; la sua riscoperta l'11 luglio 2013 ha permesso di numerarla.